# Narbonne Volley
Narbonne Volley – francuski męski klub siatkarski, powstały w 1963 r. w Narbonie. Od sezonu 2018/2019 występuje w Ligue A.

## Trenerzy
| Sezon                     | Imię i nazwisko   |
| ------------------------- | ----------------- |
| 1997-2010                 | Michel Mandrou    |
| 2010-2012 (do 04.01.2012) | Jean-Marc Biasio  |
| 2012 (od 04.01.2012)      | Tristan Martin    |
| 2012-2014                 | Giampaolo Medei   |
| 2015-2016                 | Andrea Radici     |
| 2016-2018                 | Tristan Martin    |
| 2018-                     | Guillermo Falasca |

## Bilans sezon po sezonie
| Sezon     | Rozgrywki ligowe | Rozgrywki ligowe                                                         | Puchar Francji                                       | Europejskie puchary | Europejskie puchary |
| Sezon     | Poziom           | Miejsce                                                                  | Puchar Francji                                       | Rozgrywki klubowe   | Osiągnięcie         |
| --------- | ---------------- | ------------------------------------------------------------------------ | ---------------------------------------------------- | ------------------- | ------------------- |
| 1998/1999 | Ligue B          | 3. miejsce (Grupa A)                                                     |                                                      |                     |                     |
| 1999/2000 | Ligue B          | 2. miejsce (Grupa A)                                                     | 3. runda                                             |                     |                     |
| 2000/2001 | Ligue B          | 5. miejsce                                                               | 1/8 finału                                           |                     |                     |
| 2001/2002 | Ligue B          | 2. miejsce (Grupa A)                                                     |                                                      |                     |                     |
| 2002/2003 | Ligue B          | 2. miejsce (Grupa A)                                                     |                                                      |                     |                     |
| 2003/2004 | Ligue B          | 3. miejsce (Grupa B)                                                     | 1/8 finału                                           |                     |                     |
| 2004/2005 | Ligue B          | 2. miejsce                                                               | 1/8 finału                                           |                     |                     |
| 2005/2006 | Ligue A          | 13. miejsce                                                              | ćwierćfinał                                          |                     |                     |
| 2006/2007 | Ligue B          | 1. miejsce                                                               |                                                      |                     |                     |
| 2007/2008 | Ligue A          | 11. miejsce                                                              | ćwierćfinał                                          |                     |                     |
| 2008/2009 | Ligue A          | 13. miejsce                                                              | ćwierćfinał                                          |                     |                     |
| 2009/2010 | Ligue A          | 15. miejsce                                                              | 1. runda                                             |                     |                     |
| 2010/2011 | Ligue B          | 2. miejsce                                                               | 1/16 finału                                          |                     |                     |
| 2011/2012 | Ligue A          | 11. miejsce                                                              | 1/8 finału                                           |                     |                     |
| 2012/2013 | Ligue A          | 5. miejsce                                                               | półfinał                                             |                     |                     |
| 2013/2014 | Ligue A          | 13. miejsce                                                              | 1/8 finału                                           |                     |                     |
| 2014/2015 | Ligue A          | 13. miejsce                                                              | 1/16 finału                                          |                     |                     |
| 2015/2016 | Ligue A          | 13. miejsce                                                              | 1/16 finału                                          |                     |                     |
| 2016/2017 | Ligue A          | 12. miejsce                                                              | 1/8 finału                                           |                     |                     |
| 2017/2018 | Ligue B          | 2. miejsce                                                               | 1/8 finału                                           |                     |                     |
| 2018/2019 | Ligue A          | 10. miejsce                                                              | 3. miejsce                                           |                     |                     |
| 2019/2020 | Ligue A          | rozgrywki przerwano z powodu rozprzestrzenia się koronawirusa we Francji | ćwierćfinał                                          |                     |                     |
| 2020/2021 | Ligue A          | 4. miejsce                                                               | Z powodu pandemii COVID-19 rozgrywki nie odbyły się. |                     |                     |
| 2021/2022 | Ligue A          | 4. miejsce                                                               | ćwierćfinał                                          | Puchar Challenge    | 1. miejsce          |
| 2022/2023 | Ligue A          | 4. miejsce                                                               | półfinał                                             | Puchar CEV          | 1/8 finału          |
| 2023/2024 | Ligue A          | 13. miejsce                                                              | 1/8 finału                                           | Puchar CEV          | 1/32 finału         |

Poziom rozgrywek:
     pierwszy, najwyższy ogólnokrajowy
     drugi
     trzeci
     czwarty
     piąty

## Sukcesy
Puchar Challenge:
- 2022[3]

## Polacy w klubie
| Lata gry                  | Imię i nazwisko   |
| ------------------------- | ----------------- |
| 2005-2006                 | Krzysztof Janczak |
| 2012-2013 (od 19.01.2012) | Tomasz Józefacki  |
| 2017-2018                 | Michał Wójcik     |
| 2020 (od 25.01.2020)      | Wojciech Sobala   |

## Kadra

### Sezon 2022/2023[4]
| Nr | Imię i nazwisko               | Data ur. | Wzrost | Pozycja      |
| -- | ----------------------------- | -------- | ------ | ------------ |
| 1  | Ronnie Mosquera Galvis        | 2003     | 192    | przyjmujący  |
| 2  | Maxence Mahieux               | 2003     | 196    | przyjmujący  |
| 3  | Moïses Eduardo Vasquez Osta   | 2000     | 208    | środkowy     |
| 4  | Victor Socié                  | 2002     | 190    | przyjmujący  |
| 5  | Vinicius Lersch da Silveira   | 1997     | 192    | przyjmujący  |
| 6  | Quentin Jouffroy              | 1993     | 203    | środkowy     |
| 7  | Luca Ramon                    | 2000     | 185    | libero       |
| 8  | Alexandre Gabin               | 2002     | 187    | rozgrywający |
| 9  | Luca Vettori                  | 1991     | 201    | atakujący    |
| 10 | Jordi Ramón Ferragut          | 1999     | 194    | przyjmujący  |
| 11 | Tanguy Dijoud                 | 2001     | 197    | środkowy     |
| 12 | Nikołaj Kolew                 | 1997     | 203    | środkowy     |
| 15 | Julien Faganas                | 2004     | 200    | atakujący    |
| 18 | Danilo Gelinski               | 1990     | 193    | rozgrywający |
| 19 | Willner Enrique Rivas Quijada | 1995     | 194    | przyjmujący  |
| 20 | Clément Peyre                 | 2004     | 177    | libero       |

### Sezon 2021/2022
| Nr | Imię i nazwisko            | Data ur. | Wzrost | Pozycja      |
| -- | -------------------------- | -------- | ------ | ------------ |
| 1  | Joan Domenech Tous         | 2001     | 204    | środkowy     |
| 3  | Rémi Bassereau             | 1999     | 194    | przyjmujący  |
| 4  | Victor Socié               | 2002     | 190    | przyjmujący  |
| 5  | Nicolás Uriarte            | 1990     | 189    | rozgrywający |
| 6  | Quentin Jouffroy           | 1993     | 203    | środkowy     |
| 7  | Allan Verissimo            | 1990     | 190    | przyjmujący  |
| 8  | Alexandre Gabin            | 2002     | 187    | rozgrywający |
| 9  | Aymen Bouguerra            | 2001     | 200    | przyjmujący  |
| 10 | Théo Durand                | 2000     | 175    | libero       |
| 12 | Nicolas Zerba              | 1999     | 204    | środkowy     |
| 15 | Julien Faganas             | 2004     | 200    | atakujący    |
| 16 | Ludovic Duée               | 1991     | 192    | libero       |
| 17 | Lisandro Zanotti           | 1990     | 195    | przyjmujący  |
| 18 | Martín Ramos               | 1991     | 197    | środkowy     |
| 20 | Rafael Rodrigues de Araújo | 1991     | 207    | atakujący    |

### Sezon 2020/2021
| Nr | Imię i nazwisko  | Data ur. | Wzrost | Pozycja      |
| -- | ---------------- | -------- | ------ | ------------ |
| 1  | Symon Bardoul    | 2000     | 195    | atakujący    |
| 2  | Maxence Mahieux  | 2003     | 196    | przyjmujący  |
| 3  | Rémi Bassereau   | 1999     | 194    | przyjmujący  |
| 4  | Moussé Gueye     | 1996     | 198    | środkowy     |
| 5  | Nicolás Uriarte  | 1990     | 189    | rozgrywający |
| 7  | Allan Verissimo  | 1990     | 190    | przyjmujący  |
| 8  | Alexandre Gabin  | 2002     | 187    | rozgrywający |
| 9  | Aymen Bouguerra  | 2001     | 200    | przyjmujący  |
| 10 | Théo Durand      | 2000     | 175    | libero       |
| 11 | Simon Hirsch     | 1992     | 205    | atakujący    |
| 12 | Nicolas Zerba    | 1999     | 204    | środkowy     |
| 15 | Julien Faganas   | 2004     | 200    | atakujący    |
| 16 | Ludovic Duée     | 1991     | 192    | libero       |
| 17 | Lisandro Zanotti | 1990     | 195    | przyjmujący  |
| 18 | Martín Ramos     | 1991     | 197    | środkowy     |

### Sezon 2019/2020
| Nr | Imię i nazwisko                 | Data ur. | Wzrost | Pozycja      |
| -- | ------------------------------- | -------- | ------ | ------------ |
| 1  | Symon Bardoul                   | 2000     | 195    | atakujący    |
| 2  | Hugo Jamroz                     | 1999     | 193    | przyjmujący  |
| 3  | Rémi Bassereau                  | 1999     | 194    | przyjmujący  |
| 4  | Moussé Gueye                    | 1996     | 198    | środkowy     |
| 5  | James Shaw                      | 1994     | 203    | atakujący    |
| 6  | Théo Bourquin                   | 2001     | 185    | rozgrywający |
| 7  | Auffray Amaury                  | 1998     | 204    | środkowy     |
| 8  | Alexandre Gabin                 | 2002     | 187    | rozgrywający |
| 10 | Alejandro Vigil                 | 1993     | 210    | środkowy     |
| 11 | Baptiste Maillé                 | 2000     | 180    | libero       |
| 12 | Jan Klobučar                    | 1992     | 195    | przyjmujący  |
| 14 | Jordan Bisset Astengo           | 1994     | 200    | atakujący    |
| 15 | Rafael Redwitz                  | 1980     | 191    | rozgrywający |
| 16 | Ludovic Duée                    | 1991     | 192    | libero       |
| 17 | Lisandro Zanotti                | 1990     | 195    | przyjmujący  |
| 20 | Wojciech Sobala (od 25.01.2020) | 1988     | 208    | środkowy     |

### Sezon 2018/2019
| Nr | Imię i nazwisko      | Data ur. | Wzrost | Pozycja      |
| -- | -------------------- | -------- | ------ | ------------ |
| 1  | Symon Bardoul        | 2000     | 195    | atakujący    |
| 2  | Byron Keturakis      | 1996     | 200    | rozgrywający |
| 3  | Hugo Jamroz          | 1999     | 193    | przyjmujący  |
| 4  | Julien Siecker       | 1997     | 192    | przyjmujący  |
| 5  | François Lecat       | 1993     | 200    | przyjmujący  |
| 6  | Quentin Lucas        | 1996     | 192    | środkowy     |
| 7  | Clément Moracchini   | 2000     | 186    | rozgrywający |
| 8  | Ameur Brahim         | 1993     | 197    | przyjmujący  |
| 9  | Árpád Baróti         | 1991     | 206    | atakujący    |
| 10 | Alejandro Vigil      | 1993     | 210    | środkowy     |
| 12 | Yoann Jaumel         | 1987     | 183    | rozgrywający |
| 13 | Jean-Philippe Sol    | 1986     | 198    | środkowy     |
| 14 | Rodrigue Manuohalalo | 1996     | 200    | środkowy     |
| 16 | Ludovic Duée         | 1991     | 192    | libero       |
| 17 | Lisandro Zanotti     | 1990     | 195    | przyjmujący  |

### Sezon 2017/2018
| Nr | Imię i nazwisko      | Data ur. | Wzrost | Pozycja      |
| -- | -------------------- | -------- | ------ | ------------ |
| 1  | Bastian Peralta      | 1995     | 195    | przyjmujący  |
| 2  | Valentin Gorny       | 1996     | 201    | środkowy     |
| 3  | Julien Voyer         | 1998     | 185    | libero       |
| 4  | Todor Walczew        | 1989     | 195    | przyjmujący  |
| 5  | Julien Prigent       | 1995     | 184    | rozgrywający |
| 7  | Juanmi González      | 1994     | 193    | libero       |
| 9  | Rusmir Halilović     | 1986     | 192    | rozgrywający |
| 10 | Philip Schneider     | 1981     | 200    | atakujący    |
| 11 | Florian Kilama       | 1982     | 184    | libero       |
| 12 | Jérôme Clère         | 1990     | 195    | przyjmujący  |
| 13 | Jean-Philippe Sol    | 1986     | 198    | środkowy     |
| 14 | Rodrigue Manuohalalo | 1996     | 200    | środkowy     |
| 15 | André Radtke         | 1982     | 201    | środkowy     |
| 16 | Michał Wójcik        | 1995     | 198    | przyjmujący  |

### Sezon2016/2017
| Nr | Imię i nazwisko       | Data ur. | Wzrost | Pozycja      |
| -- | --------------------- | -------- | ------ | ------------ |
| 1  | Bastian Peralta       | 1995     | 198    | przyjmujący  |
| 2  | Valentin Gorny        | 1996     | 201    | środkowy     |
| 3  | Vaianuu Mare          | 1994     | 187    | atakujący    |
| 4  | Niklas Seppänen       | 1993     | 192    | przyjmujący  |
| 5  | Julien Prigent        | 1995     | 184    | rozgrywający |
| 6  | Julien Bissette       | 1991     | 198    | środkowy     |
| 7  | Jan Willem Snippe     | 1986     | 200    | przyjmujący  |
| 8  | Konstantinos Prusalis | 1980     | 192    | rozgrywający |
| 9  | Raphaël Mrozek        | 1987     | 188    | przyjmujący  |
| 10 | Gaël Tranchot         | 1994     | 198    | środkowy     |
| 11 | Florian Kilama        | 1982     | 184    | libero       |
| 13 | Jhon Wendt            | 1994     | 198    | atakujący    |
| 14 | Blazo Milić           | 1987     | 210    | środkowy     |

### Sezon2015/2016
| Nr | Imię i nazwisko         | Data ur. | Wzrost | Pozycja      |
| -- | ----------------------- | -------- | ------ | ------------ |
| 2  | Yussef Sifi             | 1995     | 175    | libero       |
| 3  | Vaianuu Mare            | 1994     | 187    | przyjmujący  |
| 6  | Thomas Nevot            | 1995     | 194    | rozgrywający |
| 8  | Konstantinos Prusalis   | 1980     | 192    | rozgrywający |
| 9  | Raphaël Mrozek          | 1987     | 188    | przyjmujący  |
| 10 | Gaël Tranchot           | 1994     | 198    | środkowy     |
| 11 | Benjamin Bernard        | 1997     | 185    | przyjmujący  |
| 12 | Francesc Llenas Sabanes | 1982     | 186    | libero       |
| 13 | Jhon Wendt              | 1994     | 198    | atakujący    |
| 14 | Miguel Ángel Fornés     | 1993     | 202    | środkowy     |
| 15 | Andreas Fragkos         | 1989     | 200    | przyjmujący  |
| 16 | José Trefle             | 1980     | 198    | środkowy     |
| 17 | Atanasis Protopsaltis   | 1993     | 186    | przyjmujący  |

### Sezon2014/2015
| Nr | Imię i nazwisko                  | Data ur. | Wzrost | Pozycja      |
| -- | -------------------------------- | -------- | ------ | ------------ |
| 1  | Orestes Miraglia Carvalho Junior | 1981     | 204    | środkowy     |
| 2  | Faycal Dalli                     | 1992     | 185    | rozgrywający |
| 3  | Vaianuu Mare                     | 1994     | 187    | przyjmujący  |
| 4  | Charly Raux                      | 1992     | 189    | przyjmujący  |
| 6  | Thomas Nevot                     | 1995     | 194    | rozgrywający |
| 7  | Luis Díaz                        | 1983     | 205    | przyjmujący  |
| 8  | Francesc Llenas Sabanes          | 1982     | 186    | libero       |
| 9  | Raphaël Mrozek                   | 1987     | 188    | przyjmujący  |
| 10 | Dejan Vinčić                     | 1986     | 202    | rozgrywający |
| 12 | Guillermo Falasca                | 1977     | 200    | atakujący    |
| 13 | Jhon Wendt                       | 1994     | 198    | atakujący    |
| 14 | Jeremy Dejno                     | 1992     | 193    | przyjmujący  |
| 16 | José Trefle                      | 1980     | 198    | środkowy     |
| 17 | Alen Djordjevič-Kamenik          | 1985     | 195    | przyjmujący  |